# Otago Daily Times
Die Otago Daily Times (ODT) (gegr. 1861) ist die älteste noch bestehende unabhängige Tageszeitung in Neuseeland. Die Zeitung hat ihren Sitz in Dunedin und versorgt mit einer durchschnittlichen täglichen Auflage von knapp 42.000 Exemplaren (2008) die gesamte Region Otago, den südlichen Bereich von Canterbury und den nördlichen Bereich von Southland. Die durchschnittliche Leserzahl betrug im Jahre 2008 rund 101.000.

## Geschichte
Es war der Goldrausch in Otago (1861–1863), der viel Geld und zahlreiche Menschen nach Dunedin brachte und damit die Basis dafür hergab, eine täglich erscheinen Zeitung auf den Markt zu bringen. Im Jahre 1861, als der Goldrausch in Otago ausbrach, gab es in Dunedin zwei wöchentlich erscheinende Zeitungen, den Otago Witness und den Otago Colonist.

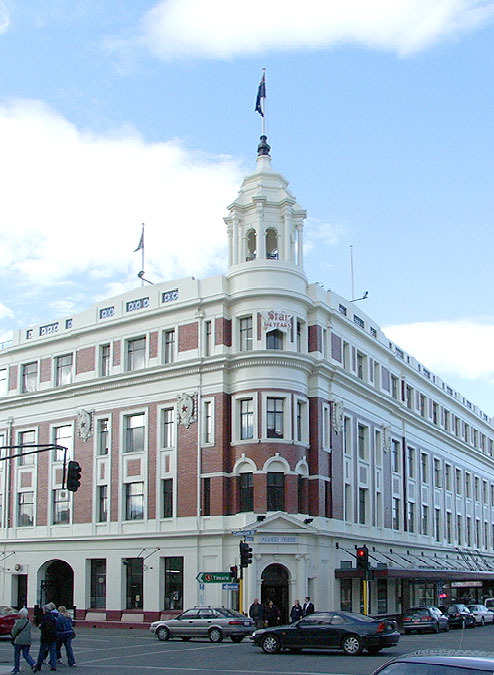
Allied Press Gebäude in Dunedin, Sitz der Redaktion

Julius Vogel (1835–1899), ein talentierter Journalist, kam 1861 von Australien herüber und fand Beschäftigung beim Otago Colonist. William Cutten (1822–1883) war zu dieser Zeit als Journalist beim Konkurrenzblatt, dem Otago Witness beschäftigt. Beide erkannten sehr schnell das Potenzial für eine Tageszeitung im rasant aufstrebenden Dunedin. Sie schlossen sich zusammen, gründeten noch im gleichen Jahr, am 15. November 1861, die Otago Daily Times und gingen damit als die Herausgeber der ersten täglich erscheinende Zeitung Neuseelands in die Geschichte ein.
Auch wenn die Tageszeitung The Press aus Christchurch, dem heutigen Konkurrenzblatt der ODT, bereits am 25. Mai 1861 gegründet wurde und sich damit die älteste noch erscheinende Zeitung der Südinsel nennen darf, geht der Titel berechtigterweise an die Otago Daily Times, da The Press, wie andere Zeitungen auch, anfangs nur wöchentlich erschien.
Cutten kündigte im November 1864 die Partnerschaft mit Vogel. An seiner Stelle trat Benjamin Farjeon als Geschäftsmann in die Partnerschaft mit Vogel ein. Vogel, bereits mehr an der Politik interessiert, verkaufte im März 1866 zusammen mit Farjeon die Zeitung, blieb aber noch als Herausgeber bis zum April 1868, um sich dann gänzlich der Politik zu widmen.
1877 wurde die Otago Daily Times an den Besitzer des Otago Guardian verkauft, der beide Unternehmen miteinander verschmolz, die Belegschaft der Otago Daily Times entließ, den Otago Guardian am 7. Oktober 1877 einstellte und die Otago Daily Times als Tageszeitung weiterführte.
Die Otago Daily Times überlebte bis heute als Markenprodukt und als eine unabhängige Tageszeitung alle Konzentrationen und Einstellungen auf dem neuseeländischen Zeitungsmarkt. Als eigenständiges Unternehmen (Otago Daily Times Limited) gelang der Zeitung das nur bis zum Jahr 1975, als das Unternehmen zusammen mit dem Evening Star zur Allied Press Limited verschmolzen und der Evening Star am 3. November 1979 als täglich erscheinende Tageszeitung zu Gunsten der Otago Daily Times eingestellt wurde. Die Firma Otago Daily Times Limited wurde am 31. Mai 2000 aufgelöst.

## Heute
Die Otago Daily Times bedient bisher weiterhin unangefochten die Leserschaft der Region Otago und Teile von Canterbury und Southland, wird über den aus dem gleichen Hause wöchentlich kostenlos erscheinenden Star (Anzeigenblatt, mit Artikeln durchsetzt) ergänzt und hat sich mit der Onlineausgabe der Zeitung inklusive des kostenpflichtigen Archivs dem Trend des Marktes angepasst.
Doch der übermächtige, in Australien ansässige Medienkonzern Fairfax Media Limited, der außer dem New Zealand Herald in Auckland und der Otago Daily Times in Dunedin fast alle anderen größeren Tageszeitungen auf dem neuseeländischen Zeitungsmarkt kontrolliert, lässt nichts unversucht, auch der Otago Daily Times Marktanteile wegzunehmen. Die seit 2008 wöchentlich kostenlos erscheinende Dscene wurde deshalb als eine Mischung aus Otago Daily Times und Star mit einer jung und plakativ wirkenden Aufmachung in dem Dunediner Markt platziert.